# Ware (Familienname)
Ware ist ein englischer Familienname.

## Namensträger
- Andre Ware (* 1968), US-amerikanischer American-Football-Spieler
- Ashur Ware (1782–1873), US-amerikanischer Richter und Politiker
- Alyn Ware (* 1962), neuseeländischer Pazifist, Träger des alternativen Nobelpreises 2009
- Bill Ware (* 1959), US-amerikanischer Jazzmusiker und Komponist
- Bronnie Ware (* 1967), australische Buchautorin und Songwriterin
- Bruce A. Ware (* 1953), US-amerikanischer baptistischer Theologe und Autor
- Butch Ware, US-amerikanischer Historiker
- Carol-Ann Ware (* 1991), kanadische Wasserspringerin
- Caroline Farrar Ware (1899–1990), US-amerikanische Historikerin und Sozialwissenschaftlerin
- Chris Ware (* 1967), US-amerikanischer Comic-Zeichner
- Clyde Ware (1930–2010), US-amerikanischer Drehbuchautor und Regisseur
- Cody Ware (* 1995), US-amerikanischer Rennfahrer
- Darrell Ware (1906–1944), US-amerikanischer Drehbuchautor
- David S. Ware (1949–2012), US-amerikanischer Jazz-Saxophonist
- DeMarcus Ware (* 1982), US-amerikanischer Footballspieler
- Fabian Ware (1869–1949), britischer Generalmajor, Gründer der Königlichen Kriegsgräber Kommission
- Hannah Ware (* 1982), britische Schauspielerin
- Harold Ware (1890–1935), US-amerikanischer Marxist, Agrarexperte der Kommunistischen Partei der USA
- Harriet Ware (Komponistin) (1877–1962), US-amerikanische Komponistin, Pianistin und Musikpädagogin
- Harriet Ware (Pädagogin) (1799–1847), US-amerikanische Pädagogin, Gründerin der Providence Children’s Friend Society
- Helen Ware (1877–1939), US-amerikanische Schauspielerin
- Henry Ware (1764–1845), US-amerikanischer unitarischer Theologe
- Henry Ware Jr. (1794–1843), US-amerikanischer unitarischer Theologe
- Herta Ware (1917–2005), US-amerikanische Schauspielerin
- Huw Ware (* 1993), walisischer Caller
- Irene Ware (1910–1993), US-amerikanische Schauspielerin
- Jabbo Ware (James Ware; * 1942), US-amerikanischer Jazzmusiker und Bandleader
- Jeff Ware (* 1977), kanadischer Eishockeyspieler
- Jessie Ware (* 1984), britische Singer-Songwriterin
- John H. Ware (1908–1997), US-amerikanischer Politiker
- Jonathan Ware (* 1984), US-amerikanischer Pianist
- Kallistos Ware (Timothy Ware; 1934–2022), englischer Bischof
- Keith L. Ware (1915–1968), amerikanischer Generalmajor, gefallen in Vietnam.
- Lancelot Ware (1915–2000), englischer Rechtsanwalt, Mitgründer von Mensa International
- Leon Ware (1940–2017), US-amerikanischer Soulsänger und R&B-Sänger, -Songschreiber und -Produzent
- Leonard Ware (1909–1974), US-amerikanischer Jazzgitarrist und Komponist
- Martyn Ware (* 1956), britischer Musiker
- Nicholas Ware (1769–1824), US-amerikanischer Politiker
- Orie Solomon Ware (1882–1974), US-amerikanischer Politiker
- Ozie Ware (1903–1983), US-amerikanische Sopranistin
- Pamela Ware (* 1993), kanadische Wasserspringerin
- Richard of Ware († 1283), englischer Geistlicher, Abt von Westminster Abbey und Lord High Treasurer
- Ruth Ware (* 1977), britische Schriftstellerin
- Samuel Hibbert-Ware (1782–1848), englischer Geologe und Antiquar
- Spencer Ware (* 1991), US-amerikanischer Footballspieler
- Taylor Ware (* 1994), US-amerikanische Jodlerin
- Wilbur Ware (1923–1979), US-amerikanischer Jazz-Bassist
- Willis H. Ware (1920–2013), US-amerikanischer Computeringenieur